# (174567) Varda
(174567) Varda (désignation provisoire 2003 MW12) est un objet transneptunien de la ceinture de Kuiper, faisant partie des cubewanos, découvert le 21 juin 2003 par Jeffrey A. Larsen.

## Dimensions et statut
Sa taille n'est pas précisément connue mais est estimée entre 500  et   1 130 kilomètres, ce qui en fait un objet massif de la ceinture de Kuiper. À ce titre, c'est un candidat au statut de planète naine.

## Caractéristiques orbitales
Il est actuellement à 47,8 ua du Soleil et passera au périhélie aux environs de 2094.

## Satellite
Un satellite nommé Ilmarë (officiellement (174567) Varda I Ilmarë) fut découvert sur une image prise par le télescope spatial Hubble le 26 avril 2009. La découverte fut annoncée en 2011. Ilmarë a un diamètre estimé à 51 % de celui de son primaire.
Malgré la découverte d'une lune, la masse du système n'a pas été mesurée et les diamètres annoncés demeurent des estimations très approximatives.

## Nom
Les noms de Varda et de sa lune furent annoncés le 16 janvier 2014. Varda est une reine des Valar, créatrice des étoiles et déesse principale des elfes dans le légendaire de J. R. R. Tolkien. Ilmarë est un chef des Maiar et une servante de Varda. Voir aussi les objets (2991) Bilbo et (385446) Manwë (transneptunien) dont les noms sont également tirés de l'univers de J. R. R. Tolkien.